# Rimberg (Knüll)

Rimberg aus nördlicher Richtung

Der Rimberg im Knüllgebirge (Knüll) ist ein 591,8 m ü. NHN hoher, wuchtiger Berg bei Gehau im Landkreis Hersfeld-Rotenburg in Nordhessen (Deutschland).

## Geographie

### Lage
Der Rimberg liegt im Südauslauf des Knüllgebirges im Südwestteil des Landkreises Hersfeld-Rotenburg zwischen den Städten Alsfeld im Westsüdwesten und Bad Hersfeld im Ostnordosten. Sein Gipfel erhebt sich rund 9 km südwestlich von Kirchheim, etwa 4 km nordwestlich von Breitenbach am Herzberg, 1,6 km nordnordwestlich von Gehau, 3,4 km südöstlich von Görzhain und 1,8 km südwestlich von Machtlos (jeweils Luftlinie).
Der Ostausläufer des Rimbergs ist das Große Bartküppel (518,5 m) mit dem südöstlich davon gelegenen Kleinen Bartküppel (ca. 398 m), sein Südausläufer der Hopfenstein (505,1 m) und sein Westausläufer der Frohnkreuzkopf (ca. 530 m).
Nördlich des Rimbergs entspringt der Aula-Zufluss Ibra, nordöstlich der Ibra-Zufluss Machtloser Wasser, südlich vorbei am Rimberg fließt in West-Ost-Richtung der Jossa-Zufluss Breitenbach und nordwestlich des Bergs entspringt die Grenff.
Bis auf die südwestlichen über westlichen bis nordwestlichen Berghänge reichen Teile des  Vogelschutzgebiets Knüll (VSG-Nr. 5022-401; 269,5731 km²).
Der Rimberg ist Teil der Osthessischen Buntsandsteinscholle.

### Naturräumliche Zuordnung
Der Rimberg gehört in der naturräumlichen Haupteinheitengruppe Osthessisches Bergland (Nr. 35) in der Haupteinheit Fulda-Haune-Tafelland (355) zum Naturraum Ottrauer Bergland (355.0).

## Sendeanlagen
Auf dem Nordwestteil des Rimbergs befindet sich seit 1957 der Sender Rimberg (ca. 570 m), von dem analoges Radio (UKW), digitales Radio (DAB+) und digitales Fernsehen (DVB-T) abgestrahlt wird. 
Zudem steht rund 170 m östlich vom Motel-Rasthaus Rimberg, jenseits der Bundesautobahn 5, auf dem Großen Bartküppel ein Sendemast.

## Verkehr und Tourismus
Die Höhenlagen des Rimbergs sind vom recht kurvigen Abschnitt Hattenbacher Dreieck–Alsfeld-Ost der Bundesautobahn 5 durchzogen, deren Steigungen besonders LKWs zu schaffen machen. Das Motel-Rasthaus Rimberg (484 m), das rund 500 m östlich des Berggipfels bzw. direkt westlich der A 5 errichtet wurde, ist per Kraftfahrzeug von beiden Fahrtrichtungen – von Norden kommend direkt und von Süden auf einer über die Autobahn führenden Brücke – zu erreichen.
Der Rimberg ist mit Buchen und Fichten bewaldet. Sein Gipfel kann, unter anderem am Rasthaus beginnend, während eines Spaziergangs erklommen werden. Von der Kuppe kann man die Aussicht − zum Beispiel in Richtung Norden zum Hochknüll − genießen.